# Chiesa di San Michele Arcangelo (Fivizzano)
La chiesa di San Michele Arcangelo è un edificio di culto cattolico situato nella frazione di Monte dei Bianchi, nel comune di Fivizzano, in provincia di Massa-Carrara.

## Storia e descrizione
È ciò che rimane di una delle fondazioni monastiche più importanti di tutta la Lunigiana, il monastero di San Michele Arcangelo del Monte, sorto probabilmente in età longobarda, ma attestato come esistente per la prima volta solo nel 1094. Nel 1106 il monastero venne legato all'abbazia di Canossa divenendo un'importante entità anche economica nell'area. Il suo cartario testimonia una notevole vitalità nei secoli XII e XIII. È notato tra le ecclesie exeptae delle Rationes decimarum  della fine del XIII e nei più antichi elenchi della diocesi di Luni. L'estimo vescovile del 1470-1471 cita il monasterium de Monte Blancorum tra le chiese esenti.
La chiesa mantiene nella struttura segni importanti della sua fase romanica testimoniata da un livello più antico di bozze di sasso colombino (calcare bianco) ed da uno di pietre squadrate d'arenaria.
Nel corso del XVIII secolo diventa semplice priorato e al titolo di San Michele Arcangelo si affianca quello della Madonna delle Neve di cui si vede, all'interno, una rappresentazione scultorea riccamente vestita ed arricchita dalla devozione popolare.
Il campanile ospita al suo interno tre campane elettrificate, intonate in Sol3 maggiore. Vennero fuse dai fonditori lucchesi Luigi e Raffaello Magni nel 1907, durante la seconda guerra mondiale la campana minore venne requisita ed è stata sostituita nel 1951 da una nuova campana fusa da Paolo Capanni di Castelnovo ne' Monti (RE)